# Carl Frederik von Breda
Pour les articles homonymes, voir von Breda.
Carl Frederik von Breda (16 août 1759 à Stockholm - 1er décembre 1818 à Stockholm) est un peintre suédois qui étudia et fit la plus grande partie de sa carrière au Royaume-Uni avant de devenir le peintre de la Couronne suédoise.

## Biographie
Il est né à Stockholm le 16 août 1759 et s'est installé en Grande-Bretagne pour étudier auprès de Joshua Reynolds. Breda se spécialise dans la réalisation de portraits et bien vite on le surnomme « le van Dyck suédois ». Il revient en Suède en 1796 où il devient professeur à l'académie des arts, ainsi qu'un portraitiste populaire et peintre à la Cour. Breda s'est marié à 22 ans (en 1781), et son fils, Johan Fredrik, devient également peintre après avoir étudié auprès de son père. Breda meurt à Stockholm le 1er décembre 1818.

## Œuvres
Ses œuvres sont présentes dans les musées suivant :
- National Portrait Gallery (Londres)
- National Gallery of Art (Washington)
- Ateneum (Helsinki)
- Nationalmuseum and Academy of Arts (Stockholm)

Œuvres de Carl Frederik von Breda
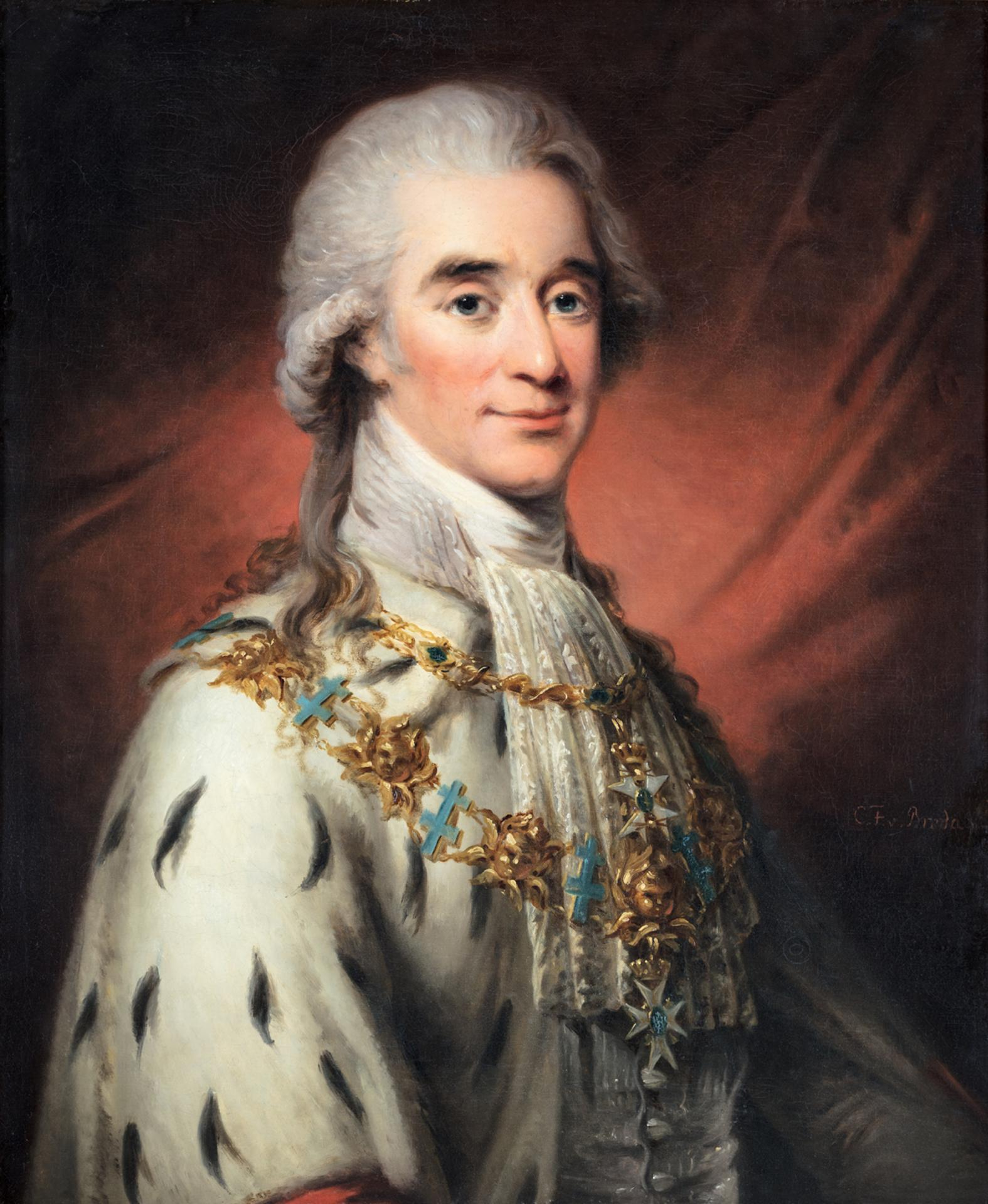
Portrait du Comte Axel de Fersen, vers 1800, Château de Löfstad, Suède
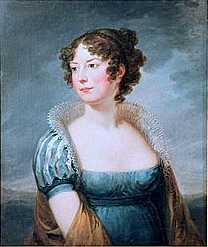
Portrait de la Comtesse Sophie Piper

## Distinctions
- Chevalier de l'ordre de Vasa